# Pedro López Muñoz
Pedro López Muñoz (Torrent, 1º novembre 1983) è un ex calciatore spagnolo, di ruolo difensore.

## Carriera
Ha militato nella Liga con tutte le squadre con cui ha giocato.

## Palmarès

### Club

#### Competizioni nazionali
- Segunda División: 3

Real Valladolid: 2006-2007
Levante: 2016-2017
Huesca: 2019-2020